# Cantone di Valenciennes-Sud
Il Cantone di Valenciennes-Sud era una divisione amministrativa dell'arrondissement di Valenciennes.
È stato soppresso a seguito della riforma complessiva dei cantoni del 2014, che è entrata in vigore con le elezioni dipartimentali del 2015.
Comprendeva parte della città di Valenciennes e i comuni di:
- Artres
- Aulnoy-lez-Valenciennes
- Famars
- Haulchin
- Hérin
- Maing
- Monchaux-sur-Écaillon
- Oisy
- Prouvy
- Quérénaing
- Rouvignies
- La Sentinelle
- Thiant
- Trith-Saint-Léger
- Verchain-Maugré